# 우시로가타촌
우시로가타촌(後潟村)은 아오모리현 히가시쓰가루군에 있던 촌이다.

## 연혁
- 1889년 4월 1일 - 정촌제 시행에 의해 히가시쓰가루군 우시로가타촌, 사보촌, 코바시촌, 로쿠마이바시촌, 시토하시촌과 합병해, 우시로가타촌이 성립하였다.
- 1956년 9월 1일 - 아오모리시에 편입해 소멸하였다.

## 참고문헌
- 『市町村名変遷辞典』東京堂出版、1990年。
- 『東奥年鑑』（東奥日報社）1952年版。
- 『東奥年鑑』（東奥日報社）1954年版・職員録32頁「郵便局」と96頁「小学校」。